# Complex Karèn Demirtxian

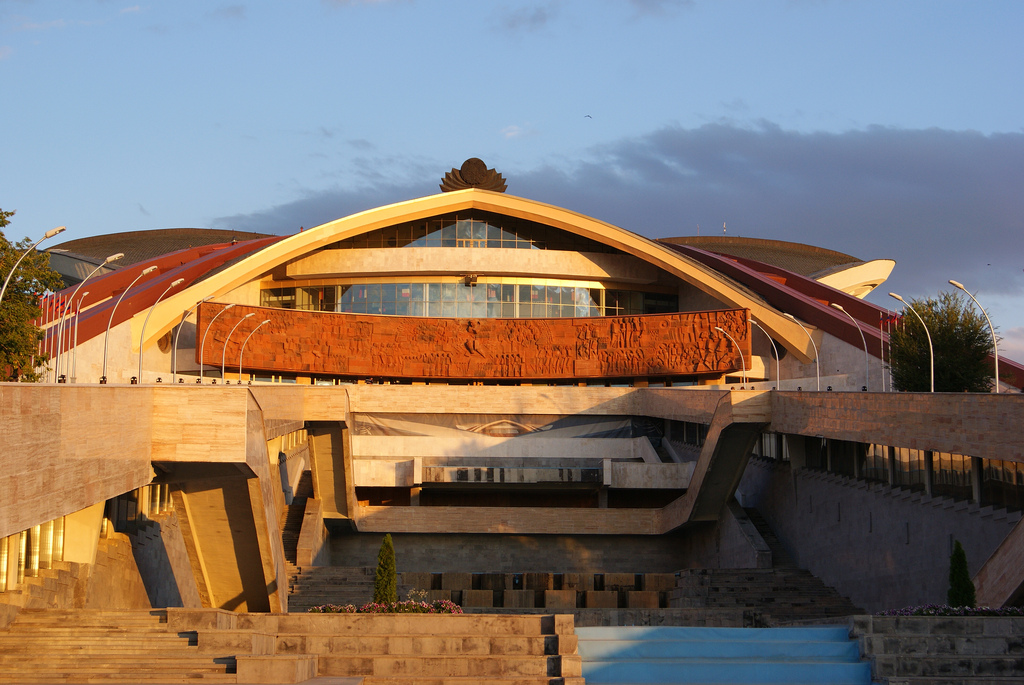
Complex Karèn Demirtxian

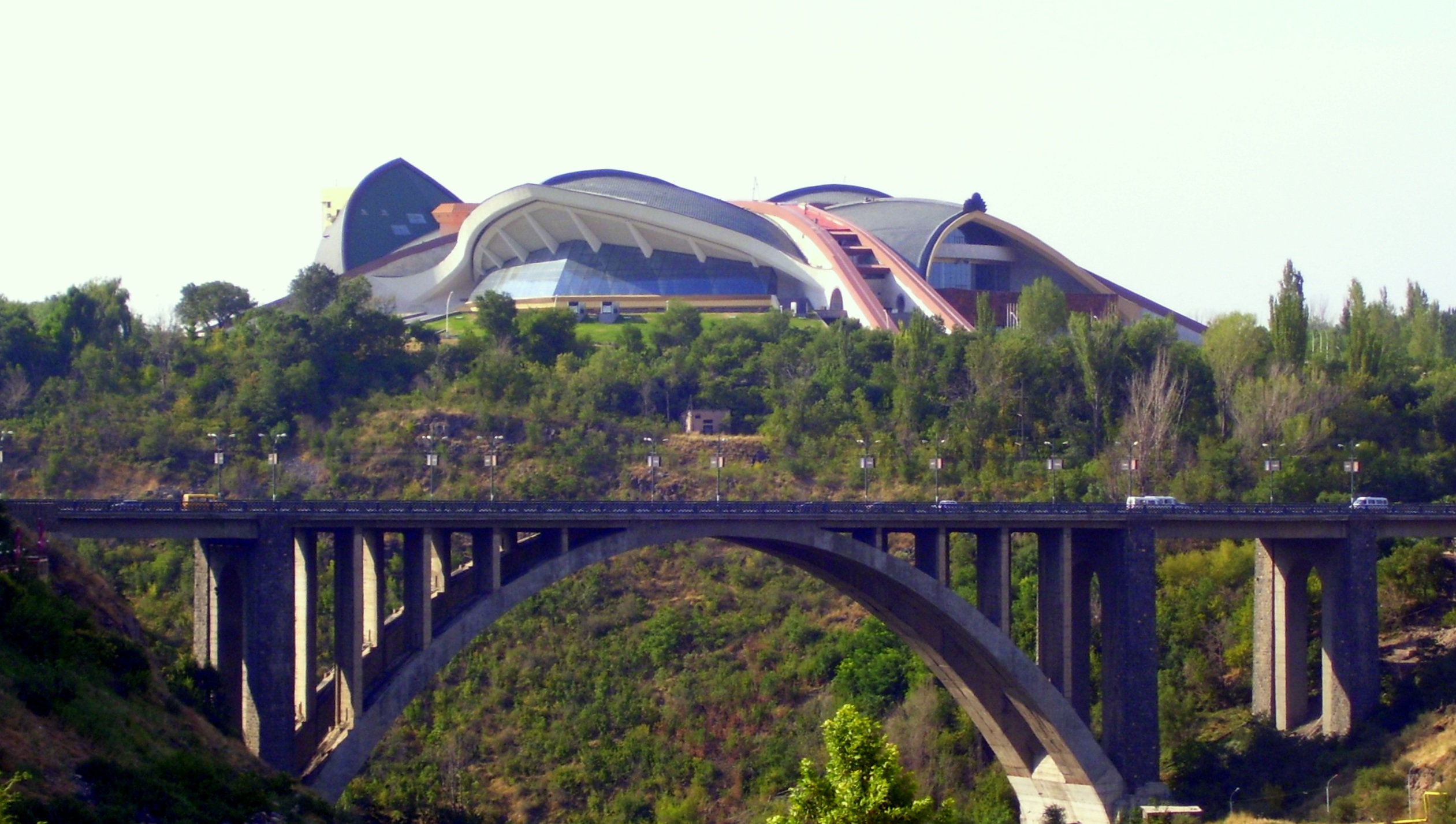
Complex Karèn Demirtxian

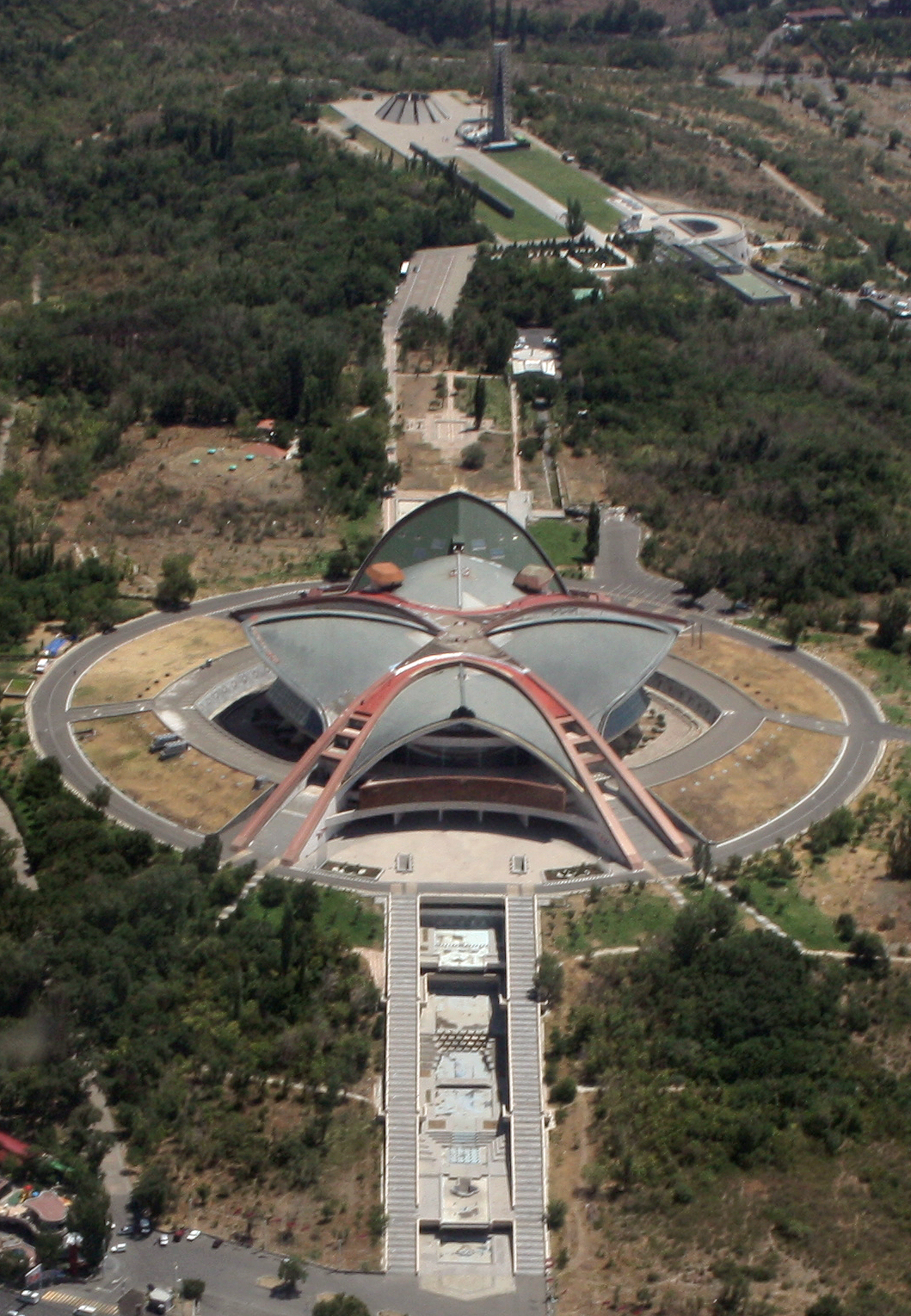

El Complex esportiu i de concerts Karèn Demirtxian (en armeni: Կարեն Դեմիրճյանի անվան Մարզահամերգային Համալիր), també conegut com a Demirchyan Arena, Complex esportiu i de concerts, o simplement Hamalir ('Complex' en armeni), és un gran recinte ubicat al monte Tsitsernakaberd, que domina la part ponent d'Erevan, pròxim al riu Hrazdan. El complex consistix en dos grans recintes, un per a concerts i un altre per a activitats esportives. A més, posseïx una àmplia sala de conferències per a albergar esdeveniments polítics, i també fires i exhibicions.
El 2011, se celebrarà en aquest complex, el Festival d'Eurovisió Júnior 2011 el 3 de desembre de 2011.